# Coby White
Alec Jacoby „Coby“ White (* 16. Februar 2000 in Goldsboro, North Carolina) ist ein US-amerikanischer Basketballspieler, der auf der Position des Point Guards spielt, aber auch auf jene des Shooting Guards ausweichen kann.

## Highschool und College
White spielte Basketball an der Greenfield School in Wilson, North Carolina. Dort erzielte er in vier Jahren 3.573 Punkte und brach den 14 Jahre alten Schulrekord. In seiner Highschoolzeit wurde er außerdem zum North Carolina Mr. Basketball ernannt, eine Auszeichnung die zuvor auch Spieler wie Chris Paul, Reggie Bullock oder Bam Adebayo erhalten hatten. Nach seiner Zeit an der Greenfield entschied er sich zukünftig für die Tar Heels der University of North Carolina at Chapel Hill Collegebasketball zu spielen. Sein Debüt bestritt er am 6. November 2018 im Spiel gegen die Wofford, in dem er acht Punkte und drei Assists sammeln konnte. Im Laufe seiner Freshman-Saison verbesserte sich White stark. Am 26. Februar 2019 erzielte er gegen Syracuse 34 Punkte. Am 5. März überholte er mit seinem 461. Punkt beim 76:66-Sieg gegen Boston niemand geringeren als Michael Jordan in der Freshman-Punkterangliste der Universität. Bis zum Saisonende setzte er diesen Wert auf 562 Punkte hinauf. Am 3. April meldete sich White nach einem Jahr am College zum NBA-Draft 2019 an, wo er von vielen Experten als Kandidat für einen der ersten zehn Plätze ausgemacht wurde. Diese Vorhersage bestätigte sich im Juni 2019, als ihn die Chicago Bulls an siebter Stelle aufriefen.

## Karriere-Statistiken

### NBA

#### Reguläre Saison
| Saison  | Team    | GP  | GS  | MPG  | FG % | 3P % | FT % | RPG | APG | SPG | BPG | PPG  |
| ------- | ------- | --- | --- | ---- | ---- | ---- | ---- | --- | --- | --- | --- | ---- |
| 2019–20 | Chicago | 65  | 1   | 25.8 | .394 | .354 | .791 | 3.5 | 2.7 | 0.8 | 0.1 | 13.2 |
| 2020–21 | Chicago | 69  | 54  | 31.2 | .416 | .359 | .901 | 4.1 | 4.8 | 0.6 | 0.2 | 15.1 |
| 2021–22 | Chicago | 61  | 17  | 27.5 | .433 | .385 | .857 | 3.0 | 2.9 | 0.5 | 0.2 | 12.7 |
| 2022–23 | Chicago | 74  | 2   | 23.4 | .443 | .372 | .871 | 2.9 | 2.8 | 0.7 | 0.1 | 9.7  |
| 2023–24 | Chicago | 79  | 78  | 36.5 | .447 | .376 | .838 | 4.5 | 5.1 | 0.7 | 0.2 | 19.1 |
| Gesamt  | Gesamt  | 348 | 152 | 29.1 | .427 | .369 | .848 | 3.6 | 3.7 | 0.6 | 0.2 | 14.1 |

#### Playoffs
| Saison  | Team    | GP | GS | MPG  | FG % | 3P % | FT % | RPG | APG | SPG | BPG | PPG |
| ------- | ------- | -- | -- | ---- | ---- | ---- | ---- | --- | --- | --- | --- | --- |
| 2021–22 | Chicago | 5  | 0  | 19.6 | .333 | .276 | .800 | 3.4 | 1.8 | 0.2 | 0.0 | 8.4 |
| Gesamt  | Gesamt  | 5  | 0  | 19.6 | .333 | .276 | .800 | 3.4 | 1.8 | 0.2 | 0.0 | 8.4 |